# 榊原史子
榊原 史子（さかきばら ふみこ、1970年5月19日 - ）は、関西棋院所属の囲碁女流棋士。大阪府摂津市出身。師匠は窪内秀知九段。関西棋院の常務理事と全日本囲碁連合の理事を務めている。

## 昇段・良績
- 1989年（昭和64年）1月 入段
- 1990年（平成2年） 第12期女流鶴聖戦優勝
- 2001年（平成13年）4月 六段
- 2006年（平成18年） 第5期関西女流囲碁トーナメント準優勝
- 2007年（平成19年） 第6期関西女流囲碁トーナメント準優勝

### タイトル
- 女流鶴聖 1期（第12期）

## 受賞
- 関西棋院賞
  - 道玄賞1回、平成2年新人賞